# آمگا
آمگا (به لاتین: Amga) یک رود در روسیه است که در یاقوتستان واقع شده‌است.